# Fondation Université de Versailles-Saint-Quentin-en-Yvelines
La Fondation UVSQ (Université de Versailles-Saint-Quentin-en-Yvelines) est la fondation de l'Université de Versailles-Saint-Quentin-en-Yvelines. C'est une fondation de type partenariale qui a été créée en 2011 par un arrêté du 23 juin 2011 de l’académie de Versailles, comme l'a rendu possible la loi sur l'autonomie des universités. Elle a été prorogée pour 5 ans à compter du 19 avril 2017 par avis du Recteur de l'académie de Versailles Chancellier des Universités publié au Bulletin Officiel le 22 juin 2017.

## Historique
Après la création de la Fondation en 2011, la remise des premières bourses destinées à soutenir une expérience internationale a lieu en 2012. En 2013, le cluster de compétences / réseau des diplômés est lancé avec un jeu en ligne inspiré de Game of Thrones pour retrouver les diplômés perdus de vue : Game of UVSQ. Un fonds initiatives étudiantes solidaires est lancé en novembre 2015, suivi du Versailles Sciences Lab le mois suivant. L'année 2016 voit la remise des premiers prix jeunes talents, la mise en route du programme Handicap étudiant. Depuis 2016, la Fondation UVSQ soutient également les recherches en santé : maladies neuromusculaires (Amyotrophie spinale, myopathie de Duchenne, Huntington), endométriose, Alzheimer, cancer, Trisomie 21 et robotique pour le handicap. En octobre 2017, une chaire Qualité et satisfaction client est signée pour 3 ans avec La Poste. En novembre 2017, deux nouveaux programmes sont lancés : conquête spatiale et learning lab.

## La fondation

### Structure de la fondation
La loi sur l'autonomie des universités (LRU) donne la possibilité entre deux types de fondation : la fondation universitaire et la fondation partenariale créée par la loi LRU et modifiée par la loi de modernisation de l'économie no 2008-776 du 4 août 2008. C'est ce dernier type qui fut choisi par l'université. À la différence d'une fondation universitaire, la fondation partenariale de l'université versaillaise est :
- dotée de la personnalité morale, elle est donc juridiquement autonome contrairement à une fondation universitaire,
- soumise au statut de la fondation d’entreprise (article 19-8 de la loi no 87-571)[10], elle peut donc dégager les mêmes ressources que cette dernière (versements des fondateurs ; subventions de l’État, des collectivités territoriales et de leurs établissements publics ; produit des rétributions pour services rendus etc.) et peut aussi contrairement à celle-ci, recevoir des dons et legs et bénéficier d’opérations de mécénat,
- dirigée par un conseil d'administration dont la majorité des sièges doivent être dévolus à l'EPSCP créateur, ici l'Université de Versailles-Saint-Quentin-en-Yvelines.

Suivant la définition de l'article 18 de la loi no 87-571 du 23 juillet 1987 sur le développement du mécénat, une fondation est l'acte par lequel une ou plusieurs personnes physiques ou morales décident l'affectation irrévocable de biens, droits ou ressources à la réalisation d'une œuvre d'intérêt général et à but non lucratif. Ainsi la fondation a pour membre fondateur une personne morale, l’Université de Versailles-Saint-Quentin-en-Yvelines, et l'œuvre d'intérêt général et à but non lucratif est le développement de l'université.

### Gouvernance de la fondation
Le conseil d'administration de la fondation est actuellement présidé par Yves Fouchet (président de la fondation). Il se compose de 6 personnalités extérieures et de 12 membres de l'UVSQ. Un comité des ambassadeurs vient compléter la gouvernance.

### Les partenaires
La Fondation UVSQ a de nombreux partenaires. Elle est ainsi membre du Centre Français des Fonds et des Fondations (CFF) et de l'Association Française des Fundraisers. Elle reçoit le soutien de divers acteurs socio-économiques de la région Île-de-France. 

## Missions et projets de la fondation
La Fondation UVSQ accompagne les actions scientifiques, médicales, éducatives, culturelles et philanthropiques portées par les enseignants-chercheurs et les étudiants de l’université de Versailles Saint-Quentin-en-Yvelines. Elle intervient dans les domaines de l’intérêt général pour accélérer les progrès de la recherche médicale et scientifique, et faciliter la transmission des savoirs. La fondation accompagne également les étudiants dans leur collecte de crowdfunding pour leurs projets solidaires : épicerie solidaire, mission humanitaire, handicap, santé, éducation, environnement... 

## Financement
Le financement et en grande partie issu des dons, ceux-ci permettent aux particuliers et aux entreprises d'être acteur du développement de l'université mais aussi de réduire les impôts dus. Les particuliers, bénéficient d'une réduction d'impôt de 66 % du montant de leur don dans la limite de 20 % de votre revenu imposable (pour ceux assujettis à l'ISF cette réduction augmente, à 75 % du montant du don dans la limite de 50 000 € par an) et les entreprises bénéficient d'une réduction d'impôt de 60 % du montant de leur don dans la limite de 0,5 % du chiffre d'affaires.
La Fondation UVSQ est habilitée à recevoir des dons et legs.